# Histoire cartographique de l'Arménie
Cet article retrace l'histoire cartographique de l'Arménie, de l'antiquité au XXe siècle.

## Avant-propos

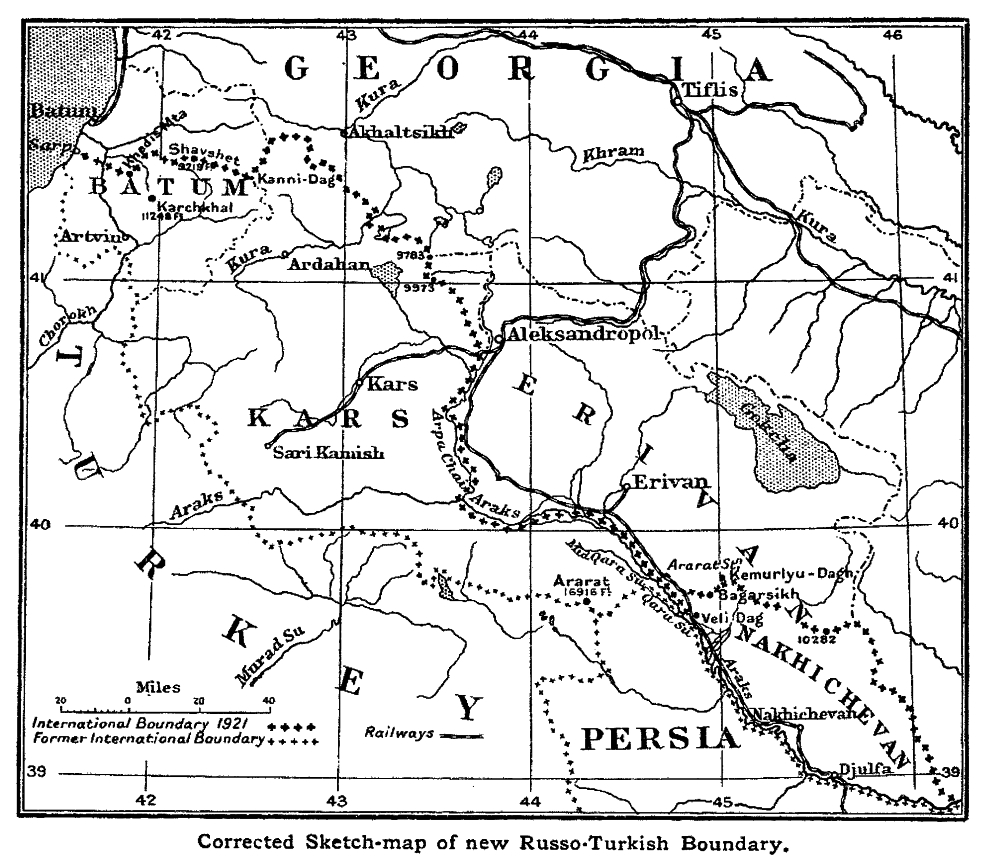
Carte représentant l'Arménie et la Géorgie

Cet article dresse une vue panoramique sur les cartes représentant l'Arménie à travers les époques de l'histoire, on peut le considérer comme une liste, mais qui n'est pas exhaustive, du fait que certaines cartes ont été perdues au cours du temps, et qu'on ne peut pas toutes les énumérer.

## Antiquité
L'Antiquité cartographique, bien que peu développée, a laissé de très belles cartes, qui ont pour auteurs Hécatée de Milet, Ptolémée, etc. Malheureusement, ces chefs-d'œuvre n'existent plus et ce sont donc le plus souvent des reproductions de l'époque médiévale.
D'un point de vue historique, les origines de l'Arménie viennent des peuples (Armens et Hayasa-Azzi) qui vivaient dans l'Anatolie et qui se sont déplacés vers le Caucase. Là, ils vont se fondre avec les Urartéens, une civilisation rivale de l'Assyrie. Puis ce royaume urartéen va disparaître, et les Arméniens vont se créer des dynasties au moment de la naissance de J.-C. (dynasties orontide, artaxiade, arsacide). Vers l'an 301,, l'Arménie devient chrétienne, puis en 405, Mesrop Machtots crée l'alphabet arménien. Là commence le Moyen Âge.

### Carte d'Hécatée de Milet
La carte d'Hécatée de Milet date du VIe av. J.-C., mais sa reconstitution date du XIXe. Cette carte est abondamment citée par Hérodote dans ses écrits. Sur cette œuvre d'Hécatée, on trouve, pour la première fois, l'inscription « Armenioi », (en grec arménien, Αβεποὶ), la mention de l'empire achéménide, les peuples Matiènes, Gordyens, Mèdes, Parthes.
La carte est actuellement exposée à la BNF, bibliothèque nationale de France, située à Paris.

### Carte de Ptolémée

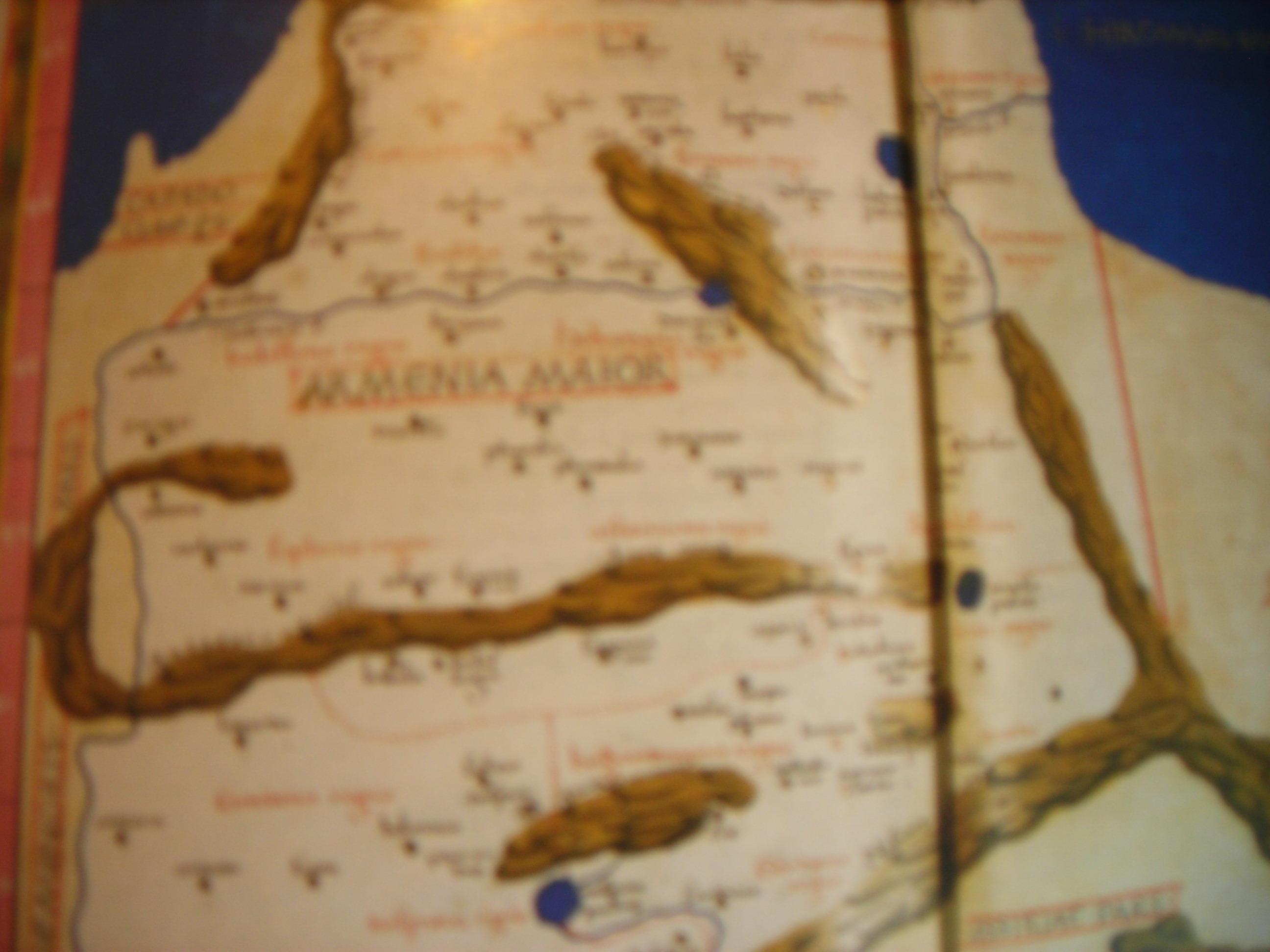
Carte de Ptolémée

Cette carte date du IIe, mais son exemplaire est une reconstitution de 1466. Elle est en latin. L'auteur est Ptolémée, mais son statut est rarement contesté. Sur la carte, on distingue le Caucase : Arménie « Armenia Maior », l'Ibérie « Iberia », la Colchide « Colchis », l'Albanie « Albania ». À part le Caucase, la carte permet de voir la Médie « Mediae Pars », l'Assyrie « Assyria Pars' » et les mers Caspienne et Noire. Beaucoup de lieux historiques sont représentés, comme la ville d'« Artaxata », « Tigranocerte » ou encore le lac de Van, « Thospitis ».
Cette carte est exposée à Modène (Italie), à la Biblioteca Estence.

### Carte de Jérôme

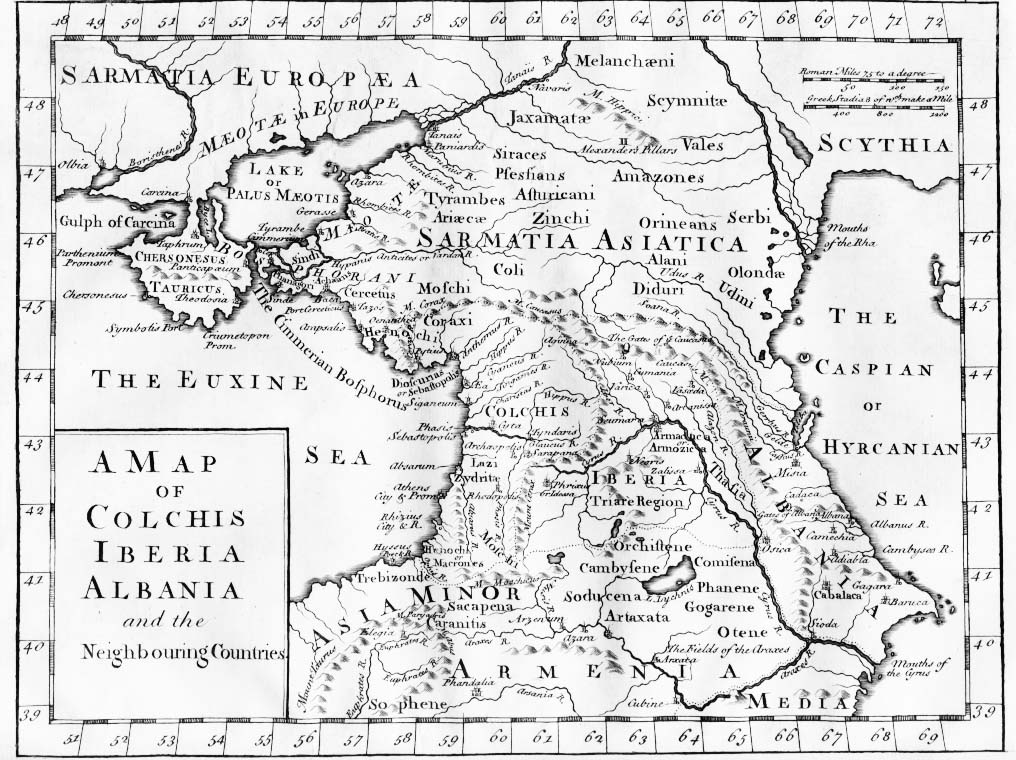
Carte présumée de Jérôme

La carte de Jérôme date du Ve siècle. L'original étant perdu, la représentation de cette carte est une reconstitution du XIIe siècle. Jérome est un écrivain latin chrétien mort en 420. Il fut prêtre au Proche-Orient pendant la fin de sa vie. La carte est en fait une représentation de l'Asie, c'est-à-dire l'Anatolie (à l'époque, le terme Asie correspondait à l'Anatolie et au Caucase actuel). Sur sa carte, Jérôme représente l'Araxe qui se jette dans la mer Caspienne, et plus à droite, le Tigre et l'Euphrate ; entre ces deux fleuves, il écrit le terme « Armenia Maior » (Arménie Majeure). Il indique à droite les villes de Nisibine, Carrhes, Samosate, Édesse. Au sud de l'Euphrate est inscrite la mention « Armenia » (Arménie), et « Armenia inferior » (Arménie inférieure).
La Carte de Jérôme est conservée à Londres, à la British Library.

## Moyen Âge
Avant cette époque, la plupart des cartes étaient des copies, les cartes originales ayant été perdues au fil du temps. Au haut Moyen Âge, les cartes sont quasiment inexistantes. C'est à partir du XIIe siècle que la cartographie se développe vraiment en Orient et en Occident. Nous trouvons principalement des « portulans » (cartes marines) faites par des Portugais, et des mappemondes aux XIVe et XVe siècles. La cartographie française n'était que peut développée. Elle le sera plus tard, à partir du XVIe siècle. 
Historiquement, l'Arménie a été envahie par des conquérants (Mongols, Arabes…), causant des migrations d'Arméniens, qui ont notamment fondé un royaume, le royaume arménien de Cilicie aussi appelé dernier royaume d'Arménie, vers le XIVe siècle.

### «Tabula Rogeriana» d'Idrisi
La « Tabula Rogeriana » date de 1154. C'est un chef-d'œuvre de la cartographie arabe. Cette carte est connue du monde des lettrés arabes. Elle fut réalisée par Al Idrissi, un savant marocain, et commandée par Roger II de Sicile. Sur la carte, les noms arabes sont écrits en caractères latins. La carte représente tout le Caucase, l'Anatolie orientale, la mer Caspienne, la Haute-Mésopotamie. On repère facilement la mer Méditerranée à droite avec Chypre, les trois lacs de Van, d'Ourmia et de Sevan. Si nous nous intéressons à l'Arménie, nous distinguons le terme « A safel Arminia » (Basse-Arménie), « Dabil » (Dvin), « Kalikala » (Erzurum), « Argis » (Ardchech), et « Halat » (Akhlat). Entre les deux lacs d'Ourmiah et de Van, est noté « Bakiet Arminia » (le « reste » ou l'« autre » Arménie).
La « Tabula » est conservée à la BNF, à Paris.

### Le Portulan d'Angélino Dulcert

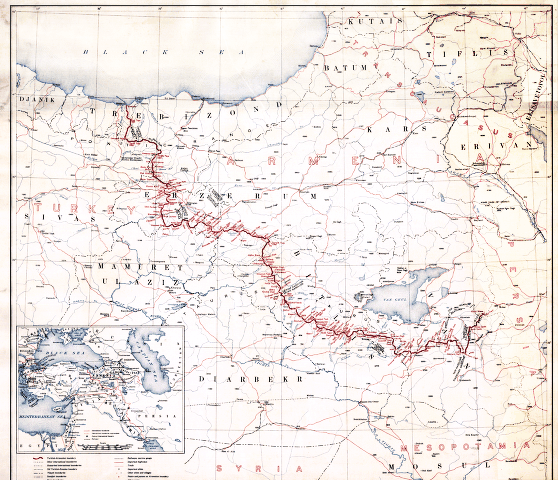
carte datant du XIXe siècle

Ce portulan, datant de 1339, a été réalisé par Angélino Dulcert. C'est un Catalan, et il est, avec cette carte, le premier « cartographe de portulans » de Catalogne. Contrairement à d'autres portulans, il représente évidemment les mers Noire et Méditerranée, mais il rentre dans les terres, et montre l'Anatolie et l'Arménie. La taille de la carte est de 1 m de long et de 75 cm de large. Dulcert montre Chypre et le dernier royaume d'Arménie, situé en Cilicie, nommé « Ermenja minor » sur la carte, mais cela produit une confusion avec la vraie « Armenia Minor », située au nord-est. On retrouve les drapeaux avec les croix et le lion, symbole du royaume d'Arménie. Au-delà du Tigre et de l'Euphrate, est noté « Archa de noe » (Arche de Noé) et plus au-dessus, « armenia maior » (Arménie majeure).
Elle est conservée à la BNF.

### Portulan des frères Pizigani
Ce portulan date de 1367, et a été fait par les Vénitiens Domenico et Francesco Pizigani. Il mesure 90 cm sur 134 cm. Il est d'un style ressemblant au style du portulan d'Angélino Dulcert. Sur la carte, nous apercevons « Ermenia Maior » et « Mons Ararat in quoi permansit arca Noe post diluvium » (traduction du latin : « le mont Ararat où s'est posée l'arche de Noé après le déluge »). Nous lisons aussi « Cilicia » (Cilicie) et « Ermenia minor » . La capitale de l'Arménie de l'époque est elle aussi représentée : « Syso » (Sis actuellement Kozan). La carte est ornée de dessins de forteresses. Aucune carte antérieure à celle-ci n'a représenté l'Arménie de façon si détaillée.
La carte est exposée à la Biblioteca Palatina, à Parme (Italie).

### Portulan circulaire de Modène
Ce portulan date de la fin du XVe siècle. C'est une carte circulaire, et elle ne comporte ni date, ni lieu, ni nom d'auteur. Malgré cela, plusieurs indices montrent que cette carte date de la fin du XVe siècle (notamment le fait de présenter certains royaumes et pas d'autres). Elle mesure 1,20 m de diamètre. Le style du portulan est catalan, l'ornementation en est l'exemple. Nous lisons la mention « Ermenia maior »; et les villes d'« Arzenga » (Erzindjan) et « Malatia ». La Cilicie arménienne n'est pas représentée, car à cette époque, le dernier royaume arménien de Cilicie s'était éteint, et cela renforce l'hypothèse selon laquelle la carte aurait été réalisée à la fin du XVe siècle. Enfin, on peut lire le terme « montana negra », signifiant Montagne noire, qui était le nom médiéval de l'Amanus.
Le portulan est conservé à Modène (d'où son nom), à la Biblioteca Estence.

### Mappemonde ovale de Florence

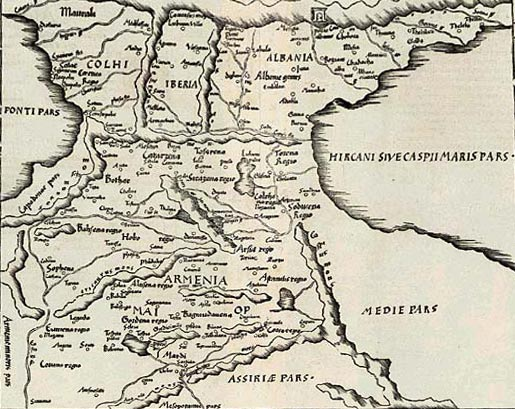
Carte datant du XVIe siècle

Cette mappemonde ovale (45 × 82 cm) date du XVe siècle. L'œuvre est vraisemblablement génoise. La Cilicie arménienne n'est plus mentionnée. Nous pouvons lire les termes « armenia » et « arzerum » (Erzurum). L'importance de Damas et l'absence du sultan ottoman suggèrent une datation du début du XVe siècle, quand le sultan mamelouk d'Égypte et de Syrie était le souverain musulman le plus important.
La mappemonde est préservée à Florence, à la Biblioteca Nazionale Centrale, en Italie.

### Mappemonde de Fra Mauro
La carte de Fra Mauro date de 1460. L'original, commandé par le roi du Portugal, a été perdu, et le seul exemplaire subsistant est une copie plus contemporaine commandée par la république de Venise. La carte est circulaire, d'un diamètre de presque 2 m. Elle se lit à l'envers, le sud étant représenté en haut à cette époque. Elle peut être considérée comme une encyclopédie cartographique de la région, vu l'ampleur des détails. Si l'on s'intéresse à l'Arménie, on distingue les mentions « Armenia », « Cilicia », ou encore « Armenia me[nor] ». L'Euphrate se voit très nettement sur la mappemonde.
La carte est conservée à la Biblioteca Nazionale Marciana de Venise (Italie).

## Renaissance
L'époque de la Renaissance voit la naissance de cartes très détaillées. On fait à cette époque des planisphères et des atlas, souvent réalisés par des Génois, en concurrence avec d'autres cartographes renommés en Europe. Les représentations de l'Arménie passent par des cartes plus génériques, qui montrent aussi les régions frontalières de ce pays, c'est-à-dire le Caucase, l'Anatolie, la Perse… C'est aussi à cette époque que les cartes changent de langue. On voit notamment le français qui commence à s'imposer au détriment du latin.
D'un point de vue historique, l'Arménie est divisée entre les Ottomans et les Séfévides. À cette époque apparaît vraisemblablement la première diaspora arménienne. L'Arménie est menacée par les envahisseurs, et va devenir en quelque sorte vassale de l'empire ottoman.

### Planisphère de Nicolaus de Caverio

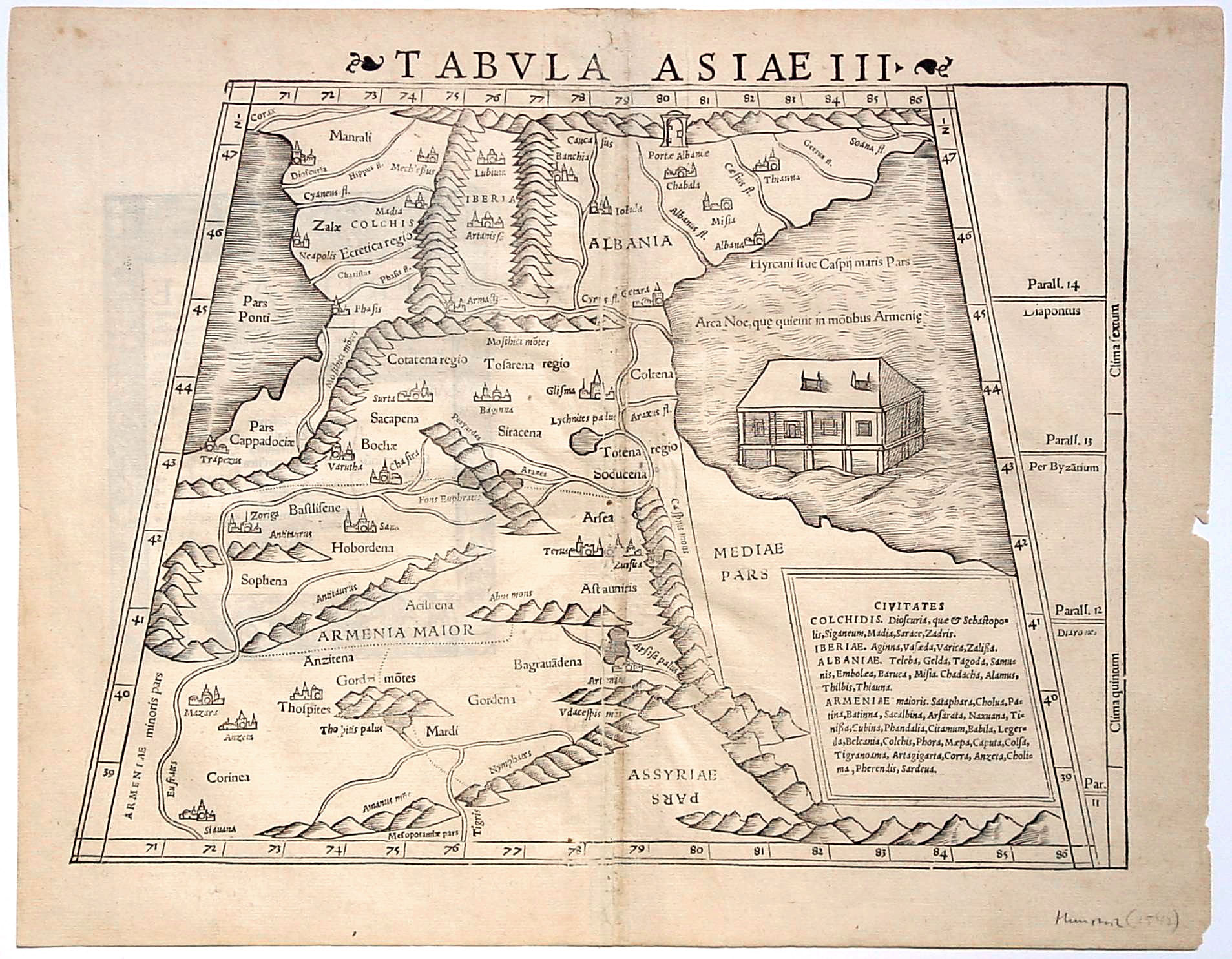
Carte datant de 1522, représentant l'Albanie du Caucase et l'Arménie

Le planisphère de Nicolaus de Caverio date de 1505. C'est une œuvre génoise, comme pour la mappemonde de Fra Mauro. Les dimensions de la carte sont très grandes : 1,15 × 2,25 m. Elle ne représente pas seulement l'Arménie, mais aussi toute l'Europe et même l'Arabie, avec une grande précision. On retrouve l'habituelle mention de l'Arménie, « Armenia », mais aussi « Tartaria » (Tartarie), écrite plus au nord. Plus bas figurent « Arabia » avec La Mecque, et « Ierusalem » (Jérusalem).
La carte est conservée à Paris (France), à la Bibliothèque nationale de France (BNF).

### Planisphère de Pierre Desceliers
Ce planisphère de 1550 a pour auteur Pierre Desceliers. Il mesure 1,35 mètre sur 2,15 mètres. On peut le considérer comme une carte princière d'une grande finesse, avec de remarquables décorations. La carte oriente le nord vers le sud actuel, ce qui se faisait beaucoup à l'époque de la Renaissance. On retrouve la mention « Armenie », mais pour la première fois cette mention est bien placée, en gros caractères, et en français. Les villes arméniennes ne sont pas mentionnées. On retrouve autour de l'Arménie « Albanie », en plus petit « Iberia » et « Colcos » (Colchide), « Georgia », « Alie minor » (Asie mineure), et « Arabie de ferre » (Arabie de terre, en français actuel Terre d'Arabie, qui correspond à l'Arabie saoudite).
La carte est conservée à la British Library de Londres.

### Atlas de Battista Agnese

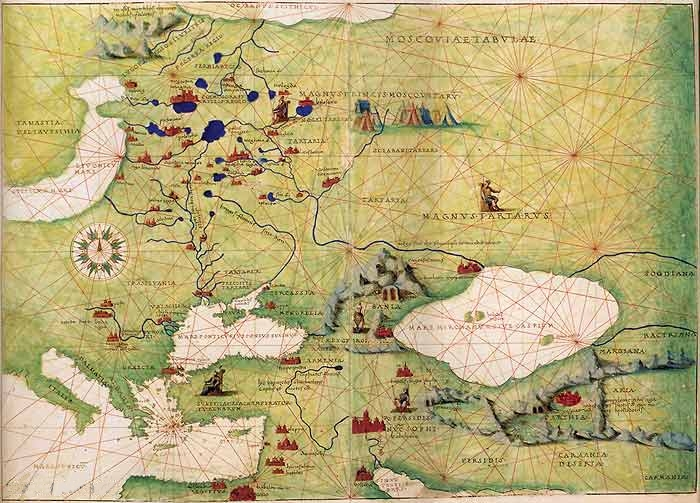
Carte de Battista Agnese.

L'atlas date de 1553. Il fait partie des 33 cartes faites par Battista Agnese, un cartographe habitant Venise et originaire de Gênes. La carte est donc logiquement écrite en italien. Ses dimensions sont de 29,5 × 49 cm. La carte correspondant à l'Arménie englobe le Caucase, l'Anatolie, la Perse, et les régions situées autour de la mer Caspienne. Elle se nomme « Carta corografica della Russia, Tartaria, parte dell'Europa e dell'Asia ». Si l'on s'intéresse à l'Arménie, on aperçoit les mentions « Armenia », « Trapezonda » (Trabzon). Tout autour les mentions d'« Alepyo » (Alep), « Persidis » (Perse), « Rex Georgia[?] » (Géorgie), « Bania » et « Mengrelia » (Mingrélie). Enfin, à l'emplacement de la Turquie actuelle apparaissent les termes « Suleymanssach Imperator Turcharum », en référence au sultan ottoman Soliman le Magnifique.
Actuellement, l'atlas se trouve au Museo Correr de Venise.

### Carte de Giacomo de Maggiolo
Cette grande carte de Giacomo de Maggiolo date de 1563. La famille Maggiolo était connue pour sa « domination artistique » des cartes faites par les Génois à l'époque de la Renaissance. Ses dimensions sont de 1 mètre sur 85 cm. On peut signaler la présence de nombreux dessins qui représentent surtout des empereurs, comme le gigantesque « Lo gran Turco », un sultan ottoman, (Soliman le Magnifique) représenté devant sa tente, mais aussi des dessins de montagnes et de villes. On peut lire la mention « Armenia », et les dessins de quelques villes arméniennes.
La carte est conservée à Paris, à la BNF.

## XVIIeetXVIIIesiècles
Cette époque est riche en cartes. On peut en voir de très belles, très détaillées et très complètes, comme dans « Armenia vetus in quatuor partes distincta » de Philippe de la Rue. C'est aussi à cette époque que pour la première fois une carte représentant l'Arménie a été faite par un Arménien, c'est la « Tabula Chorographia Armenica » d'Érémia Tchélébi Keumurdjian. On ne retrouve plus de portulans ou de mappemondes comme au Moyen Âge ou à la Renaissance, mais de simples cartes ou des Tabula.
Historiquement, l'Arménie est sous domination ottomane et ses habitants vivent en communauté appelée millet.

### «Romani Imperii Oriens» par Nicolas Sanson
Cette carte, appelée Romani Imperii Oriens(Empire Romain d'Orient), date de 1637. Faite par Nicolas Sanson, un des premiers cartographes français, elle est écrite en latin. Les dimensions de cette carte sont plutôt petites (40 × 55 cm). Elle n'est pas comme les autres cartes des autres cartographes qui représentent la région comme elle l'était à leur époque. Elle montre de manière précise l'Asie Mineure (la Turquie actuelle) et le Caucase (donc l'Arménie) tels qu'ils étaient treize siècles auparavant. On peut voir les mentions qui jadis étaient « Armenia maior » (Arménie majeur), « Armenia prima » et « Armenia secunda » (Arménie première et seconde). Si l'on s'intéresse aux détails, on peut observer plusieurs mentions dont « Tigranocerta » (Tigranocerte était la capitale arménienne du roi Tigrane II), et « Euphrates » (l'Euphrate). Ainsi plus au nord, on peut observer des inscriptions déjà rencontrées ci-dessus, « Colchis », « Iberia » et « Albania ».
La carte est actuellement conservée à Paris dans une collection privée.

### «Armenia vertus» par Philippe de la Rue

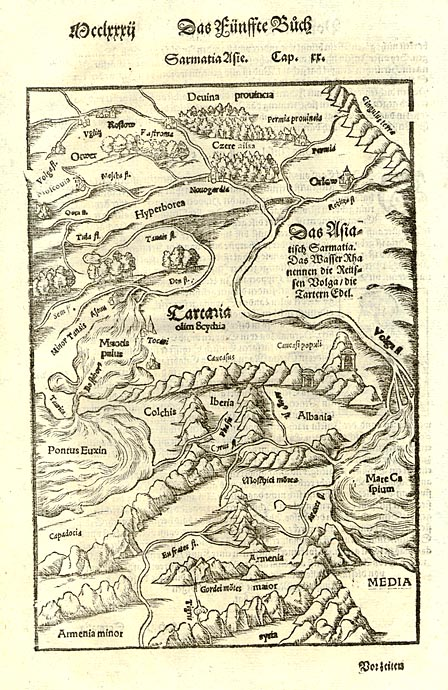
Carte datant de 1579

Cette carte, datant de 1653, a pour auteur un certain Philippe De la Rue. « Armenia Vetus » (le nom de la carte) signifie Arménie ancienne. La particularité est qu'elle ne montre que l'Arménie, car le plus souvent les représentations de ce pays au niveau cartographique apparaissent dans d'autres cartes plus génériques. Les dimensions sont de 40 × 55 cm. Elle représente l'Arménie à l'époque de Justinien, un empereur byzantin, mais elle comporte une erreur : le terme « Armenia Maior » correspondrait pour l'auteur à l'« Armenia IV ». Malgré cette erreur, la carte montre de manière très précise l'Arménie avec la plupart de ses villes.
La carte est conservée dans une collection particulière de Paris.

### «Tabula Chorographia Armenica» par Érémia Tchélébi Keumurdjian
Cette « Tabula Chorographia Armenica » a été faite à Constantinople par Érémia Tchélébi Keumurdjian. Ce dernier fut un célèbre cartographe arménien, et c'est la première fois que l'Arménie est cartographiquement représentée par un Arménien. La carte a été commandée par un diplomate constantinopolitain dénommé Marsili. Les dimensions de la carte peuvent être considérées comme immenses : elle fait 3,5 m de long et 1,2 m de large. D'autant plus que, restée enfermée et oubliée pendant près de trois siècles, elle a été redécouverte dans la ville italienne de Bologne, en 1991, dans un très bon état de conservation. Elle représente de façon assez précise l'Arménie, avec les mentions de beaucoup de villes, et les dessins de lacs, de montagnes, de fleuves, de monastères… Et surtout un très beau dessin d'Etchmiadzin, le siège de l'église apostolique arménienne. On peut ainsi observer le majestueux Ararat avec son apparence enturbannée.
La carte est actuellement conservée à la Biblioteca Universitaria, Fondo Marsili de Bologne.

### «Carte des pays voisins de la mer Caspie[n]ne» par Guillaume Delise
Cette carte, faite en 1723, a pour auteur Guillaume Delisle. Elle mesure 46 × 62 cm. Elle montre l'Arménie, alors partagée entre la Perse et les terres du sultan ottoman, de manière très détaillée. On peut observer une multitude de commentaires démographiques, historiques… C'est une source pour les historiens. La particularité de cette carte est une erreur : les lacs d'Ourmia et de Van se touchent, alors qu'ils sont distants de plusieurs centaines de kilomètres. La carte a été commandée par les Arméno-géorgiens Orbélian, une famille royale. On peut observer les termes « Erivan », qui correspond à l'actuelle capitale de l'Arménie, Erevan, « Armenie », qui est en français, chose encore assez rare à cette époque. On peut aussi voir les frontières arméniennes avec le « Curdistan » (Kurdistan), « Diarbeck », (actuellement Diyarbakır), « Ouroumi » (Ourmia), « Chirvan », qui correspond à l'Azerbaïdjan de nos jours, etc.
La carte est actuellement conservée à Paris, dans une collection particulière.

### «La turchia d'Asia»
« La turchia d'Asia », carte du Vénitien Antonio Zatta, date de 1784. De petite dimension (30 × 40 cm), elle représente intégralement l'Arménie. Curieusement, on retrouve les lacs d'Ourmia et de Van très proches l'un de l'autre. Chose inhabituelle, la Cilicie se nomme « Caramania ». C'est en fait la référence à la dynastie des Karamanides, qui étaient des Turcomans. Si l'on s'intéresse à l'Arménie, on observe l'habituelle mention d'« Armenia », et d'« Erivan », avec les inscriptions de nombreuses villes arméniennes et caucasiennes.
La carte est elle aussi gardée dans une collection particulière à Paris.

## Époque contemporaine

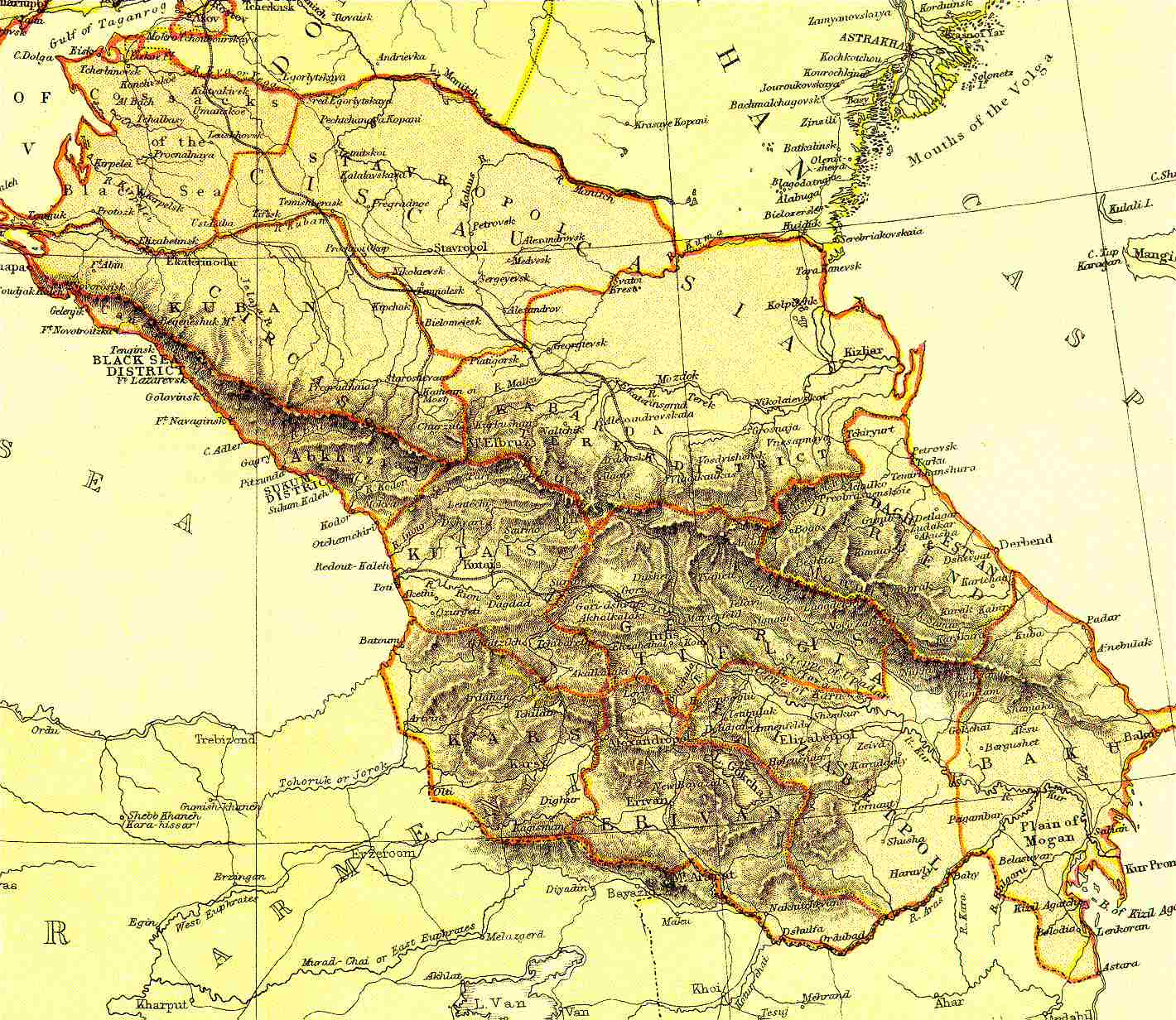
Carte datant de 1892

Les représentations cartographiques se sont beaucoup modifiées au cours de cette époque ; il y en a nettement moins et elles mettent plus en valeur l'Arménie. 
D'un point de vue historique, les Arméniens, alors toujours sous domination ottomane, subissent un génocide en 1915, c'est d'ailleurs le premier génocide du XXe siècle. L'Arménie change et devient soviétique jusqu'en 1991. Puis elle fait la guerre contre l'Azerbaïdjan pour récupérer une terre arménienne occupée par les Azéris, le Haut-Karabagh. La paix est actuellement revenue depuis 1994.

### «Armenia» par Heinrich Kiepert

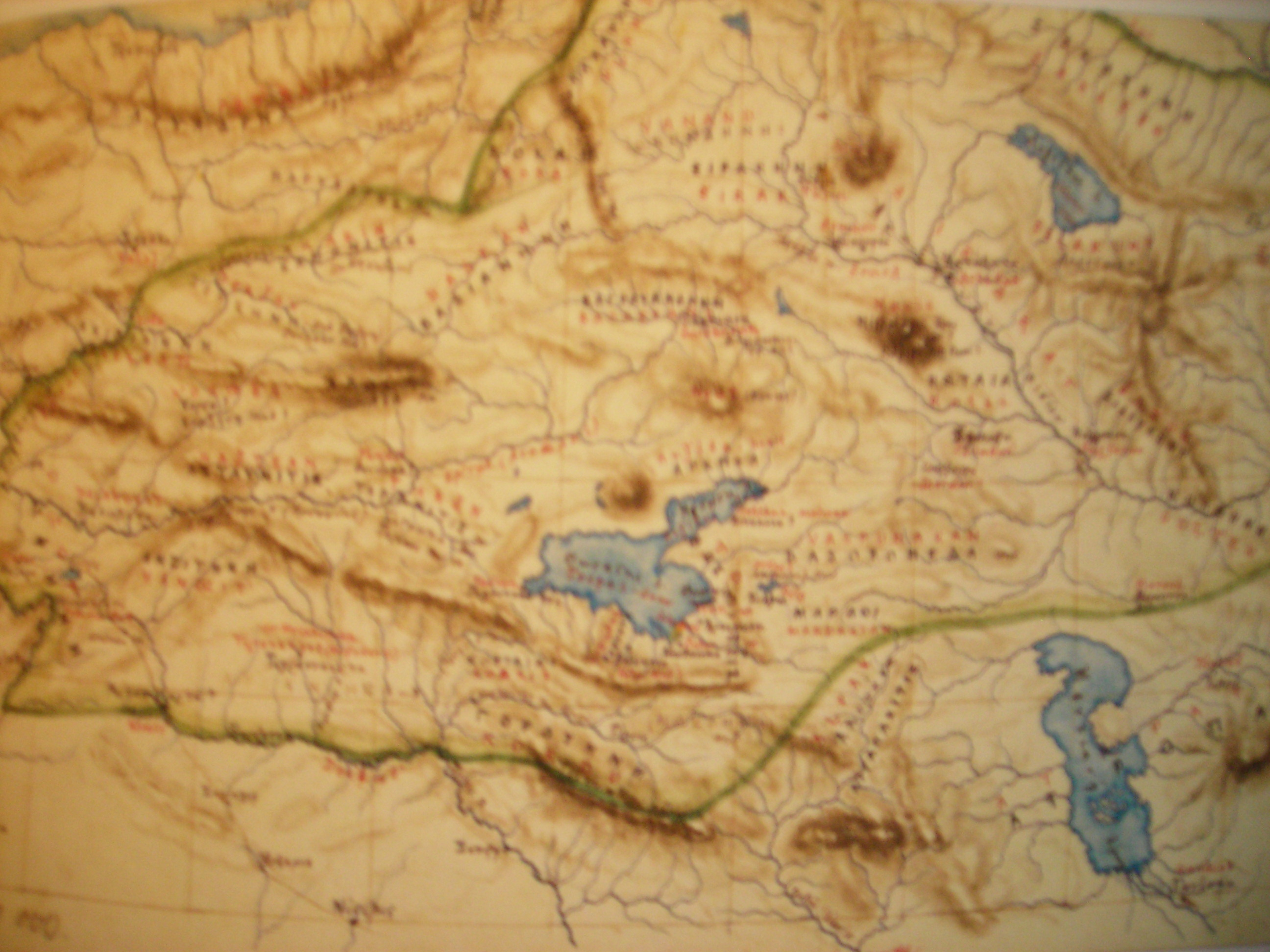
Carte d'Heinrich Kiepert

Cette carte date de 1880, et a pour auteur Heinrich Kiepert (1818-1899), un Allemand considéré comme le plus grand des cartographes du XIXe siècle. Cette carte est le témoignage le plus important de cet homme qui s'intéressait au Moyen-Orient et notamment à l'Arménie. Il savait même parler, écrire et lire l'arménien. La carte, de taille modeste (17 × 24 cm), n'a pourtant jamais été imprimée. Elle représente la Grande Arménie avec ses provinces historiques (comme le Vaspourakan par exemple). Les noms sont écrits en grec ancien et en arménien. Jamais une carte représentant l'Arménie n'a été aussi précise que celle-ci : on peut voir avec précision le relief, les lacs et rivières, etc. On voit plusieurs mentions dont « Artašat » au sud d'Erevan, qui, pour ce dernier, n'est pas mentionné. On peut aussi voir « Širak » (région de Shirak), plus vers l'ouest « Tospai » (Lac de Van) « Tigranakert », etc.
L'œuvre d'Heinrich Kiepert est conservée à la Staatsbibliothek de Berlin.

## Conclusion
Les représentations de l'Arménie d'un point de vue cartographique sont riches, de l'Antiquité jusqu'à aujourd'hui. Mais elles passent le plus souvent par des représentations plus génériques, comme les portulans par exemple. Les représentations de l'Arménie proprement dites sont, elles, plus rares, mais on peut citer l'« Armenia » d'Heinrich Kiepert, un véritable bijou de la cartographie. Les cartes faites par des Arméniens sont très rares, la seule citée étant la « Tabula Chorographia Armenica » d'Érémia Tchélébi Keumurdjian. Cet article ne peut pas parler de toutes les cartes de l'Arménie, chose très difficile car elles sont très nombreuses.